# Contea di Ashley
La contea di Ashley, in inglese Ashley County, è una contea dello Stato dell'Arkansas, negli Stati Uniti. La popolazione al censimento del 2000 era di 24 209 abitanti. Il capoluogo di contea è Hamburg.

## Geografia fisica
La contea di Ashley si trova nella parte sud-orientale dell'Arkansas. L'U.S. Center Bureau certifica che l'estensione della contea è di 2432 km², di cui 2386 km² composti da terra e i rimanenti 46 km² composti di acqua.

### Contee confinanti
- Contea di Drew (Arkansas) - nord
- Contea di Chicot (Arkansas) - est
- Parrocchia di Morehouse (Louisiana) - sud
- Parrocchia di Union (Louisiana) - sud-ovest
- Contea di Union (Arkansas) - ovest
- Contea di Bradley (Arkansas) - nord-ovest

## Principali strade ed autostrade
- U.S. Highway 82
- U.S. Highway 165
- U.S. Highway 425
- Highway 8
- Highway 52

## Storia
La contea di Ashley fu costituita nel 1848.

## Città e paesi
| - Crossett - Fountain Hill - Hamburg | - Montrose - North Crossett - Parkdale | - Portland - West Crossett - Wilmot |